# Kopeczky Lajos
Kopeczky Lajos (Budapest, 1935. július 26. –)  okleveles magyar építészmérnök, sportújságíró, televíziós riporter, műsorvezető.

## Élete
A Ferencvárosban született, a Mester utcában nevelkedett, huszonnyolc évig élt itt.
Zenei konzervatóriumot végzett, oboistaként játszott a Műegyetemi Zenekarban. A zenei érdeklődését az édesapjától, Kopeczky Alajostól örökölte. Építészdiplomát szerzett. Első munkahelye Budapesten a X. kerületi Tanács műszaki osztályán volt. Később itt főmérnök-helyettesként dolgozott 1969-ig.
1960-tól a Magyar Televízió külső munkatársa. 1969-től főállásban dolgozott az MTV-nél. 50 évig televíziózott, többek között a Telesport riportereként, 20 évig a televízió Híradójának sportkommentátora. Hatvanadik születésnapján a saját kérésre ment nyugdíjba 1995-ben. Ezután a Budapest Tévénél dolgozott tizenöt évig. A Hatoscsatornán is volt műsora.
1996-ban a Köztársaság Párt pártelnöke, parlamenti képviselő-jelölt.
35 évig játszott az újságíró labdarúgó-válogatottban.
2002-től Erdőkertes alpolgármestere. Az Országos Nyugdíjas Polgári Egyesület elnökségi tagja. 
Első feleségétől egy fia és egy lánya született.
Második felesége Wertán Kinga, gyermekeik: Krisztián és Flórián.

## Műsorai
- sportközvetítések
- gazdasági műsorok
- Unokáink is látni fogják
- Művészeti Magazin
- építészeti műsorok
- zenei vetélkedők
- Szaldó
- olimpiai közvetítések
- Családiház-vetélkedő
- Megkérdezzük a minisztert
- az Erzsébet híd avatásának egyenes közvetítése
- A kemény mag – riportfilm a ferencvárosi B-középről

## Elismerései
- Magyar Köztársasági Arany Érdemkereszt (2011)
- Prima (Magyar Sajtó kategóriában, 2017)